# LP 944-020
Désignations
LP 944-020 est une naine brune de type spectral M9 située à 20,9 années-lumière de la Terre dans la constellation du Fourneau. Elle fut observée pour la première fois en 1975 par Willem Jacob Luyten. 

En 2012, c'était le 47e système stellaire connu le plus proche du Soleil; en 2024, il est passé au 54e rang.
En 2007 on découvre du lithium dans son atmosphère.

## Voir également